# Frankport
Frankport (más néven Frankfort) az Amerikai Egyesült Államok északnyugati részén, Oregon állam Curry megyéjében, a mai Sisters Rock park területén elhelyezkedő kísértetváros. A település egy része szigeten feküdt, amelyet a szárazfölddel vasúti híd kötött össze. Mára csak némi fémhulladék maradt fenn.
Az 1850-es években aranyásók által alapított település névadója a kaliforniai S. H. Frank bőrgyár. A kikötő 1905-ben szűnt meg.

## Fordítás
- Ez a szócikk részben vagy egészben  a   Frankport, Oregon című angol Wikipédia-szócikk ezen változatának fordításán alapul.  Az eredeti cikk szerkesztőit annak laptörténete sorolja fel. Ez a jelzés csupán a megfogalmazás eredetét és a szerzői jogokat jelzi, nem szolgál a cikkben szereplő információk forrásmegjelöléseként.